# José Luis Angulo
José Luis Angulo Matesanz (Madrid, 30 de noviembre de 1954) es un actor y director de doblaje español. Ha protagonizado doblajes en series y películas. Su primer papel en doblaje fue en Padre padrone, una película italiana de 1977 dirigida por los hermanos Taviani. Como doblador en series televisivas ha sido la voz habitual de David Hasselhoff en Baywatch, serie de televisión estadounidense conocida como Los vigilantes de la playa (en España) y en Knight Rider, serie de televisión estadounidense de los años 1980 (conocida como El coche fantástico en España), doblaje del personaje Michael Knight.
También, ha sido la voz habitual de Bob Saget en Fuller House, sitcom estadounidense (conocido como Madres forzosas en España) y en la serie Full House (Padres forzosos en España). 
En la serie de televisión animada, Heathcliff and the Catillac Cats, con 86 episodios emitida en EE. UU. entre 1984 y 1987, destaca su doblaje del gato Isidoro. Doblaje realizado para TVE en 1988 en los estudios Tecnison de Madrid.  
Como actor de doblaje en películas ha sido la voz del personaje Lord Voldemort en Harry Potter y las reliquias de la Muerte: parte 1, en Harry Potter y las reliquias de la Muerte: parte 2 y en Harry Potter y la Orden del Fénix.
Como director de doblaje desde hace más de 40 años (como director artístico del estudio de doblaje "Tecnison"), ha dirigido más de seiscientas películas, desde películas de ficción y animación a series de televisión. En cine, algunas de las películas que ha dirigido como director de doblaje son: American History X, Animales Fantásticos y dónde encontrarlos, Los juegos del hambre, El destino de Júpiter, La vida de Adèle, entre otras.